# Abbaye Notre-Dame de Vico
Le monastère de Notre-Dame de Vico est situé à 4 km du centre ville d'Arnedo, communauté indépendante de La Rioja en Espagne sur la route de Préjano sur le Cidacos. Il est habité par des religieux de l'Ordre cistercien de la stricte observance.

## Histoire

### Moyen Âge
Le monastère est fondé par Lope de Salazar y Salinas (es) en 1456 avec l'aide de son parent Pedro Fernández de Velasco y Solier (es) qui détient la seigneurie de la ville.

### La communauté trappiste
La communauté trappiste qui occupe les lieux au début du XXIe siècle a été fondée en 1951 dans l'abbaye d'Olmedo (es), transférée en 1956 à l'abbaye d'Alconada (es), puis en 1977 dans le monastère de Vico.